# Залізнична сільська рада (Кетовський район)
Залізни́чна сільська рада (рос. Железнодорожный сельский совет) — сільське поселення у складі Кетовського району Курганської області Росії.
Адміністративний центр — селище Введенське.
Населення сільського поселення становить 2962 особи (2017; 2371 у 2010, 2357 у 2002).

## Склад
До складу сільського поселення входять:
| Населений пункт           | Населення, осіб (2002) | Населення, осіб (2010) |
| ------------------------- | ---------------------- | ---------------------- |
| Введенське, селище        | 2338                   | 2354                   |
| Платформа 2349 км, селище | 19                     | 17                     |